# Cheirolophus crassifolius

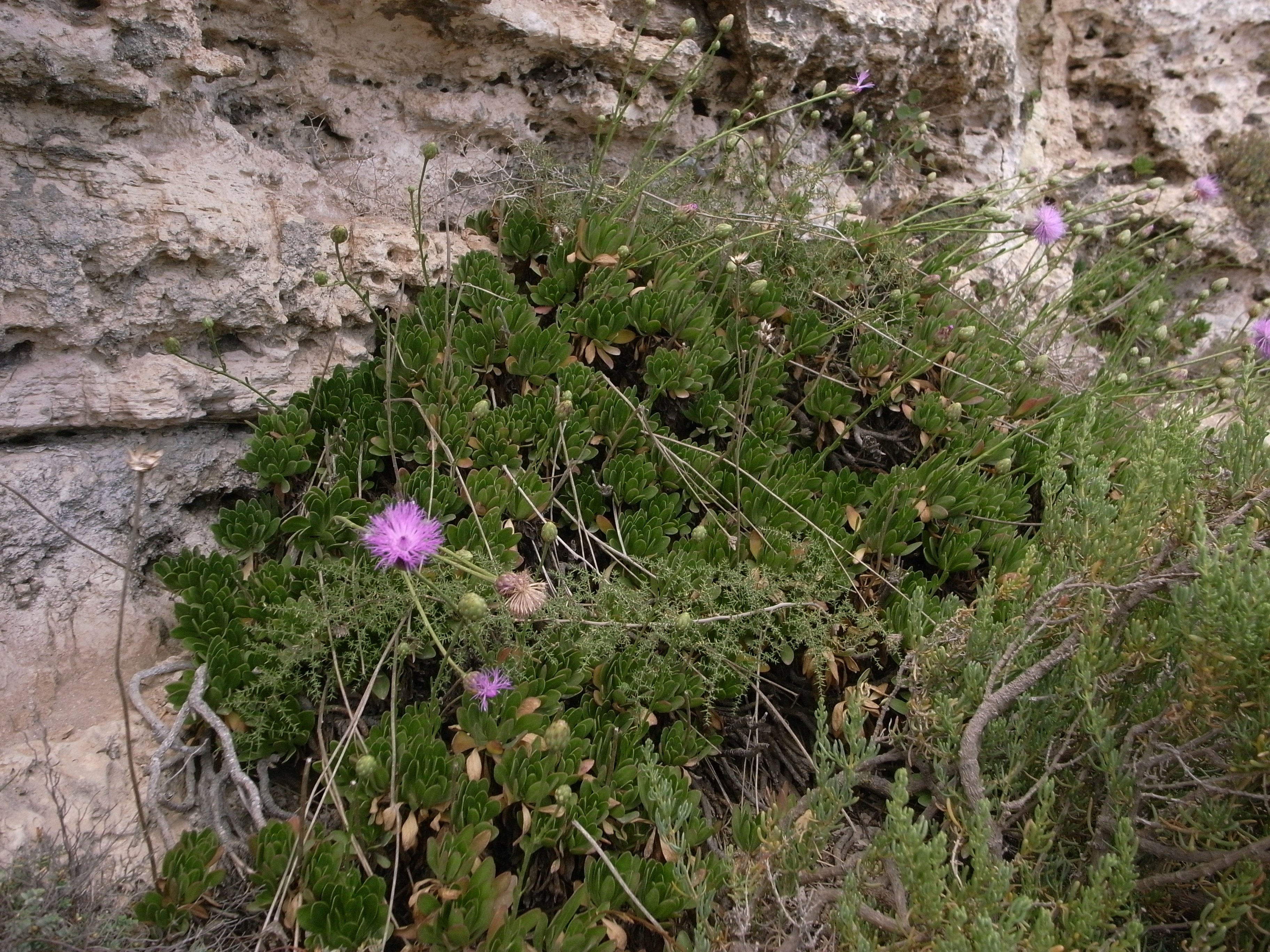
Habitus im Habitat

Cheirolophus crassifolius ist eine Art der Gattung Cheirolophus aus der Familie der Korbblütler (Asteraceae). Der Strauch ist ausschließlich auf Malta zu finden und ist seit 1971 die offizielle Nationalpflanze des Inselstaates. Dessen ungeachtet gilt die Art als vom Aussterben bedroht. Lang gebraucht und häufig noch zu finden ist das Synonym Palaeocyanus crassifolius (Bertol.) Dostál.

## Beschreibung
Cheirolophus crassifolius ist ein immergrüner, oberwärts wenig verzweigter Strauch, der eine Wuchshöhe von 20 bis 80 Zentimeter erreicht. Die glänzend-grünen, kurz gestielten Laubblätter stehen fast alle in einer grundständigen Rosette. Sie sind 5 bis 7 Zentimeter lang, 1,5 Zentimeter breit, ungeteilt, verkehrtlanzettlich bis spatelförmig und deutlich fleischig. Die Blattränder sind glatt oder gezähnelt-gesägt. Die Stängelblätter sind linealisch-spatelförmig und kleiner.
Die Körbe sind lang gestielt, haben einen Durchmesser von 2 bis 2,5 Zentimeter und sind eiförmig. Die Hüllblätter sind ganzrandig, ohne Anhängsel und lederig. Die mittleren Hüllblätter sind eiförmig, stumpf und gestreift. Die Röhrenblüten sind von purpurner oder weißer Farbe, die äußeren sind steril. Die Früchte sind 6 bis 8 mm lange, unbehaarte Achänen mit noch etwas längerem, weißem Pappus.
Die Blütezeit dauert von März bis September.
Die Chromosomenzahl beträgt 2n = 30.

## Verbreitung und Gefährdung
Die Art ist ausschließlich auf Malta, Gozo und Fungus Rock heimisch, dort besiedelt sie Kliffe und felsige Talhänge auf Korallenkalk an vollsonnigen Standorten. Sie wird gern auch als Zierpflanze für Parks oder Mittelstreifen gebraucht (z. B. zwischen Mellieħa und Il-Għadira).
Cheirolophus crassifolius ist sehr selten und vom Aussterben bedroht. Die Bestände umfassen insgesamt (geschätzt) noch mehrere Tausend Pflanzen, wichtige Faktoren der Gefährdung sind die Vergreisung der Bestände, vermutlich, da die Früchte der Pflanzen von einer unbekannten Mottenlarve befallen werden, an leicht zugänglichen Standorten die Störung durch den Menschen sowie invasive Neophyten wie Carpobrotus edulis, Agave americana und Opuntia ficus-indica.

## Systematik und botanische Geschichte
Die Art wurde 1827 von Stefano Zerafa als Centaurea spathulata erstbeschrieben. Dieser Name ist aber ein jüngeres Homonym; Michele Tenore hatte schon 1811 eine andere Art unter diesem Namen beschrieben. Antonio Bertoloni ersetzte ihn daher 1829 durch Centaurea crassifolia. Der Artname verweist auf die fleischigen Blätter 1971 wurde sie als maltesische Nationalpflanze ausgerufen. 1973 stellte sie Josef Dostál dann in eine eigene Gattung als Palaeocyanus crassifolius. Gattungs- und Artname wurden aber erst 1976 gültig veröffentlicht. Anhand molekulargenetischer Ergebnisse platzierte Alfonso Susanna die Art 1999 dann in der Gattung Cheirolophus.

## Nachweise
1. 1 2  
Josef Dostál: New nomenclatural combinations and taxa of the Compositae subtribe Centaureinae in Europe. In: Vernon H. Heywood (Hrsg.): Notulae systematicae ad Floram Europaeam spectantes, no. 18. – Botanical Journal of the Linnean Society 71(3), 1975 (publ. 1976): 191–210. doi:10.1111/j.1095-8339.1975.tb02535.x
2. 1 2 3  
S. M. Haslam, P. D. Sell, P. A. Wolseley: A Flora of the Maltese Islands. Msida (Malta), 1977, S. 344.
3. 1 2 3  
Josef Dostál: Palaeocyanus Dostál. In: T. G. Tutin, V. H. Heywood, N. A. Burges, D. M. Moore, D. H. Valentine, S. M. Walters, D. A. Webb (Hrsg.): Flora Europaea. Volume 4: Plantaginaceae to Compositae (and Rubiaceae). Cambridge University Press, Cambridge 1976, ISBN 0-521-08717-1, S. 249 (englisch, eingeschränkte Vorschau in der Google-Buchsuche).
4. 1 2 3  
Bertrand de Montmollin, Wendy Strahm (Hrsg.): The Top 50 Mediterranean Island Plants: Wild plants at the brink of extinction, and what is needed to save them. IUCN/SSC Mediterranean Islands Plant Specialist Group, IUCN, Gland, Switzerland
and Cambridge, UK, 2005, PDF online (Seite nicht mehr abrufbar, festgestellt im April 2018. Suche in Webarchiven)  Info: Der Link wurde automatisch als defekt markiert. Bitte prüfe den Link gemäß Anleitung und entferne dann diesen Hinweis., S. 70.
5. ↑  
Hans Christian Weber, Bernd Kendzior: Flora of the Maltese Islands – A Field Guide. 2006, ISBN 3-8236-1478-9, S. 102.
6. ↑  
Stefano Zerafa: Floræ Melitensis thesaurus, sive Plantarum enumeratio, quæ in Melitæ Gaulosque insulis aut indigenæ aut vulgatissimæ occurrunt. 1827, Vorschau in der Google-Buchsuche
7. ↑  
Antonio Bertoloni: [Besprechung von:] Florae Melitensis thesaurus sive plantarum enumeratio [....] – Annali di storia naturale 2, 1829: 358–364, Vorschau in der Google-Buchsuche
8. ↑  
Helmut Genaust: Etymologisches Wörterbuch der botanischen Pflanzennamen. 3., vollständig überarbeitete und erweiterte Auflage. Nikol, Hamburg 2005, ISBN 3-937872-16-7, S. 182 (Nachdruck von 1996).
9. ↑  
Josef Dostál: Preliminary notes on the subtribe Centaureinae. – Acta Botanica Academiae Scientiarum Hungariae 19, 1973 (1–4): 73–79.
10. ↑  
Eintrag zur Art in The International Plant Names Index, 2008, Online, letzter Zugriff am 2. April 2010
11. ↑  
Alfonso Susanna, Teresa Garnatje, Núria García Jacas: Molecular phylogeny of Cheirolophus (Asteraceae: Cardueae-Centaureinae) based on ITS sequences of nuclear ribosomal DNA. – Plant Systematics and Evolution 214(1–4), 1999: 147–160. doi:10.1007/BF00985736